# اومساس
اومساس (به فرانسوی: Aumessas) یک کمون در فرانسه است که در canton of Alzon واقع شده‌است. اومساس ۲۱٫۴۵ کیلومتر مربع مساحت دارد ۴۵۵ متر بالاتر از سطح دریا واقع شده‌است.